# K. k. Ministerratspräsidium
Das k. k. Ministerratspräsidium war nach dem österreichisch-ungarischen Ausgleich von 1867 bis 1918 in den im Reichsrat vertretenen Königreichen und Ländern (Cisleithanien)  Österreich-Ungarns die offizielle Bezeichnung des Amtes, das den vom Kaiser ernannten Ministerpräsidenten bei seinen Aufgaben unterstützte. Am Sitz des k.k. Ministerratspräsidiums in Wien tagte die cisleithanische Regierung, damals als Gesamtministerium bezeichnet.
Das Ministerratspräsidium befand sich von 1867 bis 1872 in Wien 1., Bankgasse 10, von 1872 bis 1918 im Palais Modena Wien 1., Herrengasse 7, heute Sitz des österreichischen Innenministeriums. Hier hatten, soweit sie nicht mit besonderen Ämtern betraut waren, auch k.k. Minister ohne Portefeuille ihren Sitz. Letzter Ministerpräsident war 1918 Heinrich Lammasch.
Der Sitz des k.k. Ministerratspräsidiums wurde nach der Enthebung der letzten kaiserlichen Regierung am 11. November vom 12. November 1918 an von der am 30. Oktober 1918 gebildeten deutschösterreichischen Staatskanzlei (siehe Staatsregierung Renner I und folgende) und vom 10. November 1920 an vom Bundeskanzleramt der Republik Österreich eingenommen, das seinen Sitz noch bis 1923 im Palais Modena hatte. Seither ist das Gebäude, ausgenommen die Zeit des Nationalsozialismus, als Ministeriumssitz in Verwendung.